# Metopius syriacus
Metopius syriacus är en stekelart som beskrevs av Clement 1930. Metopius syriacus ingår i släktet Metopius och familjen brokparasitsteklar. Inga underarter finns listade i Catalogue of Life.